# Viện Hàn lâm Khoa học Tự Nhiên Liên Bang Nga
Viện Hàn lâm Khoa học Tự nhiên Nga (tiếng Nga: Российская академия естественных наук, tên viết tắt: РАЕН, tên viết tắt latin: RAEN) — Một tổ chức khoa học của Liên bang Nga, được thành lập ngày 31 tháng 8 năm 1990 tại Liên Xô với sứ mệnh phục vụ sự phát triển của khoa học, giáo dục và văn hóa, gắn kết chặt chẽ hoạt động của mình với các nhiệm vụ phát triển kinh tế và tinh thần của nước Nga.
РАЕН hoạt động trên cơ sở Điều lệ và trong khuôn khổ pháp luật của Liên bang Nga. Viện có tư cách pháp nhân và theo quy định thực hiện các hoạt động khoa học, kinh tế và đối ngoại. Thành phần của Viện bao gồm các ban chuyên môn, các chi nhánh và phòng ban theo khu vực hoặc chuyên đề, các trung tâm khoa học, hiệp hội và các viện nhỏ.
Viện đã được công nhận tại Liên Hợp Quốc vào ngày 17 tháng 1 năm 1995, và vào tháng 7 năm 2002, РАЕН được trao quy chế tổ chức phi chính phủ (NGO) có Quy chế Tư vấn Đặc biệt với Hội đồng Kinh tế và Xã hội của Liên Hợp Quốc.
Các thành viên của Viện bao gồm những nhà khoa học có những đóng góp lớn, các tác giả của những phát minh khoa học, các công trình nghiên cứu có giá trị, sức ảnh hưởng rộng, các nhà hoạt động khoa học, kỹ thuật, kinh tế, chính trị được phong tặng danh hiệu cao quý, các giải thưởng cấp cao của Nga và Quốc tế. Có nhiều viện sĩ Viện PAEH đã đạt Giải Nobel, Giải thưởng Lenin, Giải thưởng  Nhà nước.
РАЕН bao gồm 24 ban trung ương, hơn 100 chi nhánh và phòng ban theo khu vực hoặc chuyên đề, các trung tâm nghiên cứu, được hợp thành thành 8 khối làm việc theo các hướng tương ứng. Viện Hàn Lâm có các chi nhánh ở một số thành phố của Liên bang Nga, một số quốc gia khác và chi nhánh Châu Âu.

Hình ảnh Toà nhà chính của PAEH

Nhiều thành viên của Viện đồng thời là thành viên của PAH, RAMN, RAO và các Viện hàn lâm khoa học trong và ngoài nước khác.
Hình ảnh huy hiệu của PAEH có chân dung nhà khoa học Nga và Liên Xô: V. I. Vernadsky.
Cơ quan lãnh đạo cao nhất của Viện là Hội nghị.

## Thành lập
Viện Hàn lâm Khoa học Tự nhiên Nga được thành lập bởi Đại hội Thành lập ngày 31 tháng 8 năm 1990 tại Moskva với tư cách là một tổ chức khoa học liên ngành. Người sáng lập và Chủ tịch đầu tiên của РАЕН trong giai đoạn 1990–1992 là Dmitry Andreevich Mineev. Như thành viên Ủy ban của Viện Hàn lâm Khoa học Nga về chống giả khoa học và nhà báo khoa học Alexander Sergeev từng nhận xét: “РАЕН được thành lập trong giai đoạn Liên Xô tan rã và là viện hàn lâm phi nhà nước đáng chú ý đầu tiên" 

Cơ quan ngôn luận chính của РАЕН là tạp chí “Thông báo của Viện Hàn lâm Khoa học Tự nhiên Nga”. Ấn phẩm này, mang số đăng ký 107, nằm trong danh sách các tạp chí của Hội đồng Tối cao về Chứng nhận Học thuật (VAK) với chỉ số tác động theo Chỉ số trích dẫn khoa học Nga. Tạp chí được đăng ký tại Bộ Liên bang Nga về Báo chí, Phát thanh – Truyền hình và Truyền thông đại chúng, và từ năm 2001 được xuất bản bốn số mỗi năm với số lượng in 1.000 bản.

Nguyên Tổng Bí thư Liên Xô M.S. Gorbachev và Chủ tịch RAEN Oleg Leonidovich Kuznetsov trong một Hội nghị của RAEN, năm 1992

Cho đến năm 2020, Chủ tịch của PAEH là Viện sĩ Oleg Leonidovich Kuznetsov và Phó chủ tịch kiêm Tổng Thư ký là Lida Vladimirovna Ivanitskaya.

## Nguyên tắc chung
Những nguyên tắc chính làm nền tảng cho hoạt động của Viện là tính dân chủ, tự quản và độc lập.
Tiêu chuẩn cao trong việc phụng sự xã hội, được các nhà sáng lập Viện PAEH đề ra từ năm 1990 — trong số đó có Viện sĩ  Viện Hàn lâm Khoa học Nga (PAH) - Nhà khoa học đạt giải Nobel A. M. Prokhorov, các Viện sĩ  Viện PAH: E. P. Velikhov, V. I. Goldansky, G. N. Flerov, A. L. Yanshin và nhiều người khác — đã định hình đáng kể hướng hoạt động của Viện trong thế kỷ XXI.
Trong hoạt động của mình, Viện dựa trên các nguyên tắc:
– dân chủ, tự quản và độc lập;
– nhân văn hóa và trí tuệ hóa xã hội;
– hỗ trợ các sáng kiến đổi mới, sáng tạo và giáo dục;
– phát triển hợp tác giữa các nhà khoa học Nga với các nhà khoa học nước ngoài;
– thúc đẩy việc đưa các thành tựu khoa học và văn hóa vào hệ thống các mối quan hệ xã hội ở Nga.

## Quy trình bầu viện sĩ PAEH[19]
Thành viên của Viện có thể là công dân từ đủ 18 tuổi trở lên, là các nhà khoa học và chuyên 

Tổng thống V. Putin trao Huy chương vàng và Giải thưởng Nhà nước cho Viện sĩ PAEH, Giáo sư MGU: Yu.G. Simonov, năm 2015

gia hàng đầu trong lĩnh vực khoa học tự nhiên và nhân văn, đã đóng góp cho khoa học bằng những công trình và phát minh khoa học xuất sắc, cũng như các nhân vật nổi tiếng trong lĩnh vực quản lý nhà nước và chính trị.
Thành viên của Viện cũng có thể là công dân nước ngoài và người không quốc tịch có thành tích đáng kể trong phát triển khoa học tự nhiên, kỹ thuật, kinh tế, là các nhà hoạt động chính trị và xã hội, giáo dục, nhân văn nổi bật (Viện sĩ danh dự) hiện đang cư trú hợp pháp tại Liên bang Nga, trừ những trường hợp được quy định bởi các điều ước quốc tế của Liên bang Nga hoặc luật Liên bang.
Thành viên của Viện cũng có thể là các Tổ chức xã hội – pháp nhân, đặt mục tiêu thúc đẩy phát triển khoa học nói chung hoặc các ngành khoa học riêng biệt, tập hợp các cá nhân hoạt động trong lĩnh vực khoa học, có Điều lệ không trái với Điều lệ hiện hành của Viện và mong muốn tham gia thực hiện các mục tiêu theo Điều lệ của Viện.
Việc bầu thành viên của Viện được tiến hành ít nhất một lần mỗi năm (thường không quá 2 lần một năm). Việc được bầu làm thành viên của Viện là sự ghi nhận những thành tựu khoa học, sáng tạo của cá nhân và tổ chức đó. Không cho phép các hành động đặt các nhà khoa học vào tình trạng bất bình đẳng khi xét bầu vào Viện .
Quyền đề cử ứng viên làm thành viên Viện (Viện sĩ) thuộc về:
- Ban điều hành các ban chuyên môn của Viện;
- Ban điều hành các chi nhánh và phòng ban theo khu vực hoặc chuyên đề của Viện;
- Các hội đồng khoa học và khoa học–kỹ thuật của các tổ chức khoa học, cơ sở giáo dục đại học và các liên hiệp sáng tạo của Liên bang Nga;
- Các thành viên của Viện Hàn lâm Khoa học Tự nhiên Nga.

Thư chúc mừng của Tổng thống V. Putin nhân kỷ niệm 10 năm thành lập RAEN (năm 2000)

Việc bầu thành viên được thực hiện theo quyết định của Hội nghị (Đại hội) của ban chuyên môn hoặc chi nhánh/phòng ban của Viện tương ứng. Quyết định này phải được phê chuẩn tại phiên họp của Đoàn Chủ tịch Viện.

## Một số viện sĩ РАЕН tiêu biểu
Cho đến năm 2010, PAEH có 12 thành viên từng đạt giải Giải Nobel, gần 200 thành viên là các nhà khoa học nổi bật của Liên bang Nga đồng thời là thành viên của các Viện hàn lâm khác như РАН, РАМН, РАО и РАСХН. Một số nhà khoa học đạt giải Nobel có thể kể đến như: A. M. Prokhorov, Zhores Alferov, Prygozhin Ilya Romanovich  . Viện sĩ Sergey Kapitsa, nguyên Phó chủ tịch của PAEH, là con trai của Nhà Vật lý Pyotr Kapitsa, người từng đạt giải Nobel Vật lý năm 1978 cho những đóng góp trong vật lý nhiệt độ thấp. 
Nhà khoa học được đề cử giải Nobel: Gasparyan, Martik Yurikovich
Сác Viện sĩ  PAH: E. P. Velikhov, G. N. Flerov, A. L. Yanshin
Nhà toán học nổi tiếng thế giới Vladimir Igorevich Arnold.
Cựu Thủ tướng Nga, Viện sĩ PAH:   Yevgeny Maksimovich Primakov 
Hiệu trưởng Trường Đại học Quốc gia Moskva (MGU), Viện sĩ PAH:  Viktor Sadovnichiy 
Viện sĩ người nước ngoài của PAEH đến từ 51 quốc gia trên thế giới, trong đó có Hoa Kỳ, Trung Quốc, Đức, Thuỵ Điển, Nhật Bản, Hàn Quốc, Việt Nam, Mông Cổ v.v. 
Một số Viện sĩ PAEH tiêu biểu người Việt Nam gồm:
- GS.TSKH. Nguyễn Đình Đức . Ông là một nhà khoa học có nhiều đóng góp trong lĩnh vực vật liệu mới, đặc biệt là composite, vật liệu tiên tiến. 
- Thiếu tướng GS.TS. Trịnh Quốc Khánh  . Ông nguyên là Tổng Giám đốc Trung tâm Nhiệt đới Việt - Nga, là giáo sư danh dự Học Viện Kinh tế và Pháp Luật Moscow (Nga) trao tặng.
- GS.BS. Ngô Xuân Bính, ông là Viện sĩ Viện Hàn lâm Khoa học Tự nhiên Châu Âu thuộc PAEH. 
- GS.TSKH. Anh hùng Lao động Việt Nam Evgheny Areshev  . Ông là nhà khoa học người Nga, được phong tặng danh hiệu Anh hùng Lao động Việt Nam do có những đóng góp to lớn cho ngành dầu khí Việt Nam. Ông từng là Phó chủ tịch Ủy ban về Dự trữ địa chất của Liên bang Nga và Phó tổng giám đốc Tập đoàn Dầu khí Zarubezhneft. 
- GS.TSKH. Nguyễn Huy Mỹ . Ông là hậu duệ đời thứ 6 Nguyễn Huy Tự - một dòng họ nổi tiếng ở làng Trường Lưu với nhiều người đỗ đạt, làm quan) là người đã dành nhiều thời gian, tâm huyết, góp công lớn vào việc lập hồ sơ đề nghị UNESCO vinh danh 3 di sản ở làng Trường Lưu.
- GS.TS. Nguyễn Thanh Nghị  . Ông là người châu Á đầu tiên được trường Đại Học Tổng hợp Kỹ thuật điện Xanh Pêtécbua mang tên V.I.Lênin (LETI) trao tặng danh hiệu “Giáo sư danh dự” nhân kỷ niệm 125 năm ngày thành lập (15/6/1886 - 2011) trường.